# Plœuc-sur-Lié
Plœuc-sur-Lié ([plœk syʁ lje]; bret. Ploheg) – miejscowość i dawna gmina we Francji, w regionie Bretania, w departamencie Côtes-d’Armor.
W dniu 1 stycznia 2016 roku z połączenia dwóch ówczesnych gmin – L’Hermitage-Lorge oraz Plœuc-sur-Lié – utworzono nową gminę Plœuc-L’Hermitage. Siedzibą gminy została miejscowość Plœuc-sur-Lié. W 2013 roku populacja Plœuc-sur-Lié wynosiła 3369 mieszkańców. 